# Чаробна књига (лик)
Чаробна књига главни је лик немачке-аустријске ТВ серије Симсала Грим.
Чаробна књига се појављује на почетку и крају сваке епизоде, а то је прича из серије. Књига има браон корице и на корици се налази портрет једног од браће Грим. Такође књига има златне углове на крају корице, као и црвене и тамне златне кругове.То је књига у којој се налазе све бајке. Већином су засноване на бајкама браће Грим, али и Ханса Кристијана Андерсена и других писаца. Књига се отвара на сваком почетку и магичном златном прашином претвара доктора Крокија и Јоја у стварна бића. Онда их ставља у некој од бајки где помажу херојима и херојинама да победе своје непријатеље. Књига се појављује на крају епизоде кад долази да врати доктора Крокија и Јоја који су претходно завршили свој задатак. Чаробну књигу у Србији синхронизује глумац Милан Чучиловић.